# De man met de snor
De man met de snor is een hoorspel van Manuel van Loggem. De VARA zond het uit op woensdag 27 oktober 1976, van 16:03 uur tot 16:56 uur. De regisseur was Ad Löbler.

## Rolbezetting
- Gerrie Mantel (de vrouw)
- Donald de Marcas (de man)
- Jan Borkus (de man met de snor)
- Maria Lindes (de stem door de luidspreker)

## Inhoud
Een man en een vrouw zitten in een kelder van – zoals uit hun gesprek blijkt – een torenhoog gebouw. Enige zekerheid daarover wordt niet verstrekt. Immers, de man en de vrouw kunnen de kelder niet uit, voelen zich in een wereld opgenomen waarvan wel enkele geluiden doordringen, maar waarvan het beeld ontbreekt. Dat beeld vullen ze zelf in en dan ontstaat een fantasie over een maatschappelijke werkelijkheid, met rijkdom en armoede, macht en onmacht. Zeer veel schijnt door de computer te worden geregeld. De luchtverversing, de temperatuur, maar ook het eten is per jaarmenu gepland. De enige uitweg is een soort droomkap, die met mooie beelden en fijne muziek zinloos amusement levert. Uit deze “televisie” komt Charlie naar voren, de man met de snor en zijn klassiek geworden humor. Als hij even later zelf de kelder binnen komt, blijkt hij een ander, iemand die de wereld in zijn handen had, de mensen liet brullen en hun poot liet uitsteken bij wijze van groet; kortom: een leider…